# Vinci Airports
VINCI Airports — spółka należącą do grupy VINCI, specjalizująca się w rozwoju i utrzymaniu portów lotniczych. Firma obsługuje sieć 65 lotnisk w 12 krajach : 12 we Francji, 10 w Portugalii, 8 w Brazylii, 5 w Stanach Zjednoczonych, 3 w Kambodży, 3 w Japonii, 6 na Dominikanie, 1 w Chile, 1 w Serbii, 2 w Wielkiej Brytanii i 1 w Kostaryka. VINCI Airports jest głównym udziałowcem wiodącej meksykańskiej grupy portów lotniczych, Grupo Aeroportuario del Centro Norte (OMA), która obsługuje 13 lotnisk w Meksyku z łącznym ruchem rocznym wynoszącym ponad 200 milionów pasażerów w 2022 r. i trzystoma obsługiwanymi liniami lotniczymi.

## Historia
W 1995 roku Vinci Airports uzyskało pierwszą koncesję lotniskową. Za pośrednictwem spółki zależnej Cambodia Airports zostaje podpisana umowa do 2040 r. na lotniska w Phnom Penh i Siem Reap. Od 2006 roku Vinci Airports jest także koncesjonariuszem trzeciego międzynarodowego portu lotniczego w Kambodży — Sihanoukville.
Gdy Francja otworzyła zarządzanie portem lotniczym dla przedstawicielstw służby publicznej, Vinci Airports wygrały swój pierwszy przetarg na lotnisko w Grenoble w 2003, a następnie drugi przetarg w 2004 na lotnisko w Chambéry.
Vinci Airports zostaje wyznaczony na koncesjonariusza przyszłego lotniska Aéroport du Grand Ouest zlokalizowanego w Notre-Dame-des-Landes na północy Nantes, które ma zastąpić obecne lotnisko, które stało się za małe. W związku z porzuceniem projektu umowa ta wygasła w czerwcu 2022. Przyszła rekompensata firmy, według artykułów prasowych, może wynieść od kilkuset milionów do miliarda euro.
W 2008 roku prezesem firmy został Nicolas Notebaert.
W 2013 nastąpiło przejęcie ANA, dzięki któremu firma uzyskuje koncesję na prowadzenie portów lotniczych w Portugalii: Madera: (Porto Santo, Madera Funchal), Azory (Flores, Horta, Ponta Delgada, Santa Maria), Beja.
W 2015 roku konsorcjum Nuevo Pudahuel, składające się z VINCI Airports (40%), Aéroports de Paris (45%) i Astaldi (15%), przejął obsługę lotniska Santiago do Chile przez 20 lat.
Również w 2015 roku Vinci Airports i jego partner Orix zostali wybrani koncesjonariuszami międzynarodowych portów lotniczych Kansaya i Osaka.
W 2015 roku Vinci Airports nabyło spółkę Aerodom, koncesjonariusza obsługującego 6 portów lotniczych na Dominikanie do marca 2030, dzięki czemu przejmuje koncesje lotniskowe: Las Americas, Gregorio Luperon, Prezydent Juan Bosch, Dr. Joaquin Balaguer, Arroyo Baril, Maria Montez.
W 2016 roku lotniska w Lyonie (ADL) zostały włączone do sieci lotnisk VINCI: konsorcjum złożone z Vinci Airports, Caisse des Dépôts i Crédit Agricole Assurances nabywa 60% kapitału ADL, spółki posiadającej umowę koncesyjną wygasającą 31 grudnia 2047 na lotniska Lyon Saint-Exupéry i Lyon Bron. Port lotniczy Lyon-Saint Exupéry, obsługujący 11 milionów pasażerów był największym portem lotniczym w sieci we Francji w 2019 roku.
W 2017 Vinci Airports ogłosiło przejęcie międzynarodowego portu lotniczego Salvador de Bahia w Brazylii. W tym samym roku konsorcjum złożone z Vinci Airports, Orix Corporation i Kansai Airports zostało wyznaczone przez miasto Kobe jako przewidywany odbiorca umowy koncesyjnej na port lotniczy w Kobe.
W 2018 roku spółka podpisała umowę koncesyjną na Port Lotniczy w Belgradzie, a w grudniu 2018 oficjalnie została jego koncesjonariuszem na okres 25 lat. W kwietniu 2018 firma ogłosiła przejęcie amerykańskiej firmy Airports Worldwide, stając się tym samym koncesjonariuszem 8 portów lotniczych, w tym lotniska w Belfaście, lotniska Sztokholm-Skavsta i lotniska w Orlando-Sanford, lotnisko Daniel-Oduber-Quirós.
W grudniu 2018 Vinci Airports zawarła umowę odkupu od dotychczasowych akcjonariuszy 50,01% akcji Gatwick Airport Limited, spółki będącej właścicielem lotniska Londyn-Gatwick, dzięki czemu może stać się jego większościowym udziałowcem.
W 2021 roku VINCI Airports zdobyło koncesję na 7 nowych lotnisk (Manaus, Tabatinga, Téfé, Cruzeiro do Sul, Porto Velho, Rio Branco, Boa Vista) w regionie Amazonii w północnej Brazylii na 30 lat.
W grudniu 2022 VINCI Airports nabyło 30% OMA (Grupo Aeroportuario del Centro Norte), wiodącego meksykańskiego operatora lotnisk, który obsługuje 13 lotnisk w tym kraju.